# セプター (戦列艦・2代)
|          | |
| 艦歴     | |
| 発注:    | 1800年2月4日 |
| 建造:    | ダドマン造船所（デットフォード）                                                                                             |
| 進水:    | 1802年12月11日 |
| その後:  | 1821年解体 |
| 性能諸元 | |
| クラス:  | レパルス級戦列艦 |
| 全長:    | 砲列甲板：174ft（53m） 竜骨：143ft 2in（43.2m）                                                                              |
| 全幅:    | 47ft 4in（14.4m） |
| 喫水:    | 20ft（6.1m） |
| 機関:    | 帆走（3本マストシップ） |
| 兵装:    | 74門： 上砲列：18ポンド（8kg）砲28門 下砲列：32ポンド（15kg）砲28門 後甲板：9ポンド（4kg）砲14門 艦首楼：9ポンド（4kg）砲4門 |

セプター（HMS Sceptre）はウィリアム・ルール設計のレパルス級74門3等戦列艦。1802年12月11日にデットフォードで進水した。